# Премия «Оскар» за лучшие титры
Кинопремия «Оскар» в номинации «Лучшие титры к немому фильму» была вручена единственный раз — на церемонии 1929 года, и получил её американский сценарист Джозеф Фарнэм, причем награда не была связана с конкретным фильмом.
В этой же номинации были представлены Джордж Марион (младший), без указания конкретной картины, и кинокомедия Александра Корды «Частная жизнь Елены Троянской» по сценарию Джералда Даффи (он и стал номинантом).
Кинообщественность возмутило наличие такой награды, поскольку тем самым, по мнению многих, работу редактора фактически поставили наравне с творческой деятельностью кинематографистов. В дальнейшем номинация «За лучшие титры» больше ни разу не звучала на оскаровских церемониях, тем более что её актуальность сходила на нет, так как эпоха немого кино близилась к закату.